# Giuseppe Scipione Castelbarco
hrabia Giuseppe Scipione Castelbarco – włoski arystokrata i austriacki dyplomata, żyjący na przełomie XVII i XVIII wieku.
W latach 1707–1711 był cesarskim posłem w Turynie (Sabaudia), następnie pełnił funkcję gubernatora Mantui.